# 507 a. C.
El año 507 a. C. fue un año del calendario romano prejuliano. En el Imperio Romano, fue conocido como el año 247 Ab Urbe condita.

## Acontecimientos
- En Atenas, Clístenes crea la democracia ateniense, después de la expulsión de Iságoras, su rival político y al rey espartano Cleómenes I.
- Aristodemo se proclama tirano de Cumas, polis griega de la región italiana de Campania. Durante su tiranía los griegos derrotan en Ariccia a los etruscos, comandados por Arrunte, hijo de Lars Porsena, quien muere en la batalla.

- Datos: Q241171